# Roman Polák
Pour les articles homonymes, voir Polak.
Roman Polák (né le 28 avril 1986 à Ostrava en Tchécoslovaquie aujourd'hui ville de République tchèque) est un joueur professionnel tchèque de hockey sur glace. Il évolue au poste de défenseur.

## Biographie

### Carrière en club
Il est formé au HC Sareza Ostrava. Après avoir évolué avec l'équipe de jeunes de 2001 à 2003, il joue la saison 2003-2004 avec l'équipe des moins de 20 ans du HC Vítkovice. Le défenseur défensif est repêché par les Blues de Saint-Louis au 180e rang, sixième tour du repêchage d'entrée de 2004 dans la Ligue nationale de hockey. Au cours de cette même année, il part en Amérique du Nord pour jouer avec le Ice de Kootenay, équipe junior évoluant dans la Ligue de hockey de l'Ouest.
Il retourne en République tchèque en 2005 et fait ses débuts professionnels avec le HC Vítkovice, qui évolue dans l'Extraliga tchèque. Il retourne en Amérique du Nord l'année suivante et parvient à commencer la saison avec les Blues. Il joue 19 matchs avec l'équipe du Missouri et le reste du temps avec son club-école dans la Ligue américaine de hockey, les Rivermen de Peoria.
Après une autre saison où il a joué entre la LNH et la LAH, il devient joueur régulier avec les Blues en 2008-2009 et marque son premier but dans la ligue nationale le 20 décembre contre le Wild du Minnesota. À l'issue de la saison, il prolonge son contrat avec les Blues pour deux ans.
Avec les Blues, il parvient à s'établir comme un défenseur solide et fiable sur l'infériorité numérique, si bien qu'ils lui font signer en juin 2011 un nouveau contrat pour cinq ans. Alors qu'une partie de la saison 2012-2013 est annulée en raison d'un lock-out, il part jouer dans son pays avec le HC Vítkovice jusqu'en janvier 2013, lorsque le lock-out est terminée.
Le 28 juin 2014, il est échangé aux Maple Leafs de Toronto en retour du défenseur Carl Gunnarsson et d'un choix de 4e tour au repêchage de 2014. Le 22 février 2016, il est échangé avec Nick Spaling aux Sharks de San José contre Raffi Torres et de deux choix de repêchage. Avec les Sharks qui se qualifient pour les séries éliminatoires, il atteint la finale de la Coupe Stanley mais son équipe perd face aux Penguins de Pittsburgh.
Le 2 juillet 2016, il décide de retourner avec les Maple Leafs en tant que joueur autonome en signant un contrat d'un an avec l'équipe.

### Carrière internationale
Il représente la République tchèque au niveau international. En sélection jeune, il a remporté deux fois la médaille de bronze, à l'occasion du championnat du monde des moins de 18 ans en 2004 et du championnat du monde junior l'année suivante. Il prend part à son premier tournoi senior en 2009 à l'occasion du championnat du monde, qui se conclut par une sixième place.

## Statistiques

### En club
| Saison     | Équipe                 | Ligue              |     | Saison régulière | Saison régulière | Saison régulière | Saison régulière | Saison régulière |   | Séries éliminatoires | Séries éliminatoires | Séries éliminatoires | Séries éliminatoires | Séries éliminatoires |
| Saison     | Équipe                 | Ligue              | PJ  | B                | A                | Pts              | Pun              | PJ               | B | A                    | Pts                  | Pun                  |                      |                      |
| 2000-2001  | HC Sareza Ostrava U18  | Extraliga tch. U18 | 7   | 0                | 1                | 1                | 2                | -                | - | -                    | -                    | -                    |                      |                      |
| 2001-2002  | HC Sareza Ostrava U18  | Extraliga tch. U18 | 46  | 4                | 9                | 13               | 84               | -                | - | -                    | -                    | -                    |                      |                      |
| 2002-2003  | HC Sareza Ostrava U18  | Extraliga tch. U18 | 13  | 5                | 12               | 17               | 26               | -                | - | -                    | -                    | -                    |                      |                      |
| 2002-2003  | HC Sareza Ostrava U20  | Exraliga tch. U20  | 23  | 0                | 1                | 1                | 14               | -                | - | -                    | -                    | -                    |                      |                      |
| 2003-2004  | HC Vítkovice U20       | Extraliga tch. U20 | 52  | 4                | 11               | 15               | 44               | -                | - | -                    | -                    | -                    |                      |                      |
| 2004-2005  | Ice de Kootenay        | LHOu               | 65  | 5                | 18               | 23               | 85               | 9                | 0 | 0                    | 0                    | 6                    |                      |                      |
| 2005-2006  | HC Vítkovice           | Extraliga tch.     | 37  | 0                | 1                | 1                | 16               | 6                | 0 | 0                    | 0                    | 6                    |                      |                      |
| 2006-2007  | Blues de Saint-Louis   | LNH                | 19  | 0                | 0                | 0                | 6                | -                | - | -                    | -                    | -                    |                      |                      |
| 2006-2007  | Rivermen de Peoria     | LAH                | 53  | 4                | 8                | 12               | 66               | -                | - | -                    | -                    | -                    |                      |                      |
| 2007-2008  | Rivermen de Peoria     | LAH                | 34  | 0                | 7                | 7                | 33               | -                | - | -                    | -                    | -                    |                      |                      |
| 2007-2008  | Blues de Saint-Louis   | LNH                | 6   | 0                | 1                | 1                | 0                | -                | - | -                    | -                    | -                    |                      |                      |
| 2008-2009  | Blues de Saint-Louis   | LNH                | 69  | 1                | 14               | 15               | 45               | 4                | 0 | 0                    | 0                    | 0                    |                      |                      |
| 2009-2010  | Blues de Saint-Louis   | LNH                | 78  | 4                | 17               | 21               | 59               | -                | - | -                    | -                    | -                    |                      |                      |
| 2010-2011  | Blues de Saint-Louis   | LNH                | 55  | 3                | 9                | 12               | 33               | -                | - | -                    | -                    | -                    |                      |                      |
| 2011-2012  | Blues de Saint-Louis   | LNH                | 77  | 0                | 11               | 11               | 57               | 9                | 0 | 0                    | 0                    | 19                   |                      |                      |
| 2012-2013  | HC Vítkovice           | Extraliga tch.     | 22  | 2                | 6                | 8                | 79               | -                | - | -                    | -                    | -                    |                      |                      |
| 2012-2013  | Blues de Saint-Louis   | LNH                | 48  | 1                | 5                | 6                | 48               | 6                | 0 | 1                    | 1                    | 2                    |                      |                      |
| 2013-2014  | Blues de Saint-Louis   | LNH                | 72  | 4                | 9                | 13               | 71               | 6                | 0 | 1                    | 1                    | 4                    |                      |                      |
| 2014-2015  | Maple Leafs de Toronto | LNH                | 56  | 5                | 4                | 9                | 48               | -                | - | -                    | -                    | -                    |                      |                      |
| 2015-2016  | Maple Leafs de Toronto | LNH                | 55  | 1                | 12               | 13               | 56               | -                | - | -                    | -                    | -                    |                      |                      |
| 2015-2016  | Sharks de San José     | LNH                | 24  | 0                | 3                | 3                | 16               | 24               | 0 | 0                    | 0                    | 15                   |                      |                      |
| 2016-2017  | Maple Leafs de Toronto | LNH                | 75  | 4                | 7                | 11               | 65               | 2                | 0 | 0                    | 0                    | 0                    |                      |                      |
| 2017-2018  | Maple Leafs de Toronto | LNH                | 54  | 2                | 10               | 12               | 46               | 7                | 0 | 1                    | 1                    | 4                    |                      |                      |
| 2018-2019  | Stars de Dallas        | LNH                | 77  | 1                | 8                | 9                | 69               | 13               | 0 | 1                    | 1                    | 10                   |                      |                      |
| 2019-2020  | Stars de Dallas        | LNH                | 41  | 0                | 4                | 4                | 24               | -                | - | -                    | -                    | -                    |                      |                      |
| 2020-2021  | HC Vítkovice           | Extraliga tch.     | 36  | 2                | 5                | 7                | 75               | 5                | 0 | 0                    | 0                    | 2                    |                      |                      |
| 2021-2022  | HC Vítkovice           | Extraliga tch.     | 51  | 1                | 7                | 8                | 65               | 3                | 0 | 1                    | 1                    | 0                    |                      |                      |
| Totaux LNH | Totaux LNH             | Totaux LNH         | 806 | 26               | 114              | 140              | 643              | 71               | 0 | 4                    | 4                    | 54                   |                      |                      |

### En équipe nationale
| Année | Équipe                 | Compétition                  |   | PJ | B | A | Pts | Pun                |  | Résultat |
| 2004  | République tchèque U18 | Championnat du monde -18 ans | 7 | 0  | 0 | 0 | 8   | Médaille de bronze |  |          |
| 2005  | République tchèque U20 | Championnat du monde junior  | 7 | 0  | 2 | 2 | 4   | Médaille de bronze |  |          |
| 2006  | République tchèque U20 | Championnat du monde junior  | 6 | 0  | 2 | 2 | 6   | 6e place           |  |          |
| 2009  | Tchéquie               | Championnat du monde         | 7 | 0  | 1 | 1 | 6   | 6e place           |  |          |
| 2010  | République tchèque     | Jeux olympiques              | 5 | 0  | 0 | 0 | 4   | 7e place           |  |          |
| 2014  | République tchèque     | Championnat du monde         | 1 | 0  | 0 | 0 | 0   | 4e place           |  |          |
| 2016  | République tchèque     | Coupe du monde               | 3 | 0  | 1 | 1 | 0   | 6e place           |  |          |